# David Gulpilil
David Gulpilil Ridjimiraril Dalaithngu AM, més conegut com a David Gulpilil   (Maningrida, 1 de juliol de 1953 - Murray Bridge, 29 de novembre de 2021), va ser un actor australià d'origen aborigen.

## Biografia
Es tractava d'un Yolngu de la tribu Mandhalpuyngu. Durant la seva joventut, Gulpili va ser un caçador consumat, seguidor de pistes i ballarí cerimonial. Igual que molts aborígens de la seva generació, va passar la seva infància al bush, lluny de la influència anglo-australiana. Va rebre l'educació tradicional de la seva família, i posteriorment rebé ensenyament occidental a la missió de Maningrida, al nord-est de la Terra d'Arnhem. Va ser introduït posteriorment a la tribu Mandhalpuyngu. Parlava diversos idiomes, fins i tot l'anglès, que sembla que va aprendre per la seva primera pel·lícula, Walkabout, el 1971.

## Filmografia
- Walkabout (1971)
- Mad Dog Morgan (1976)
- Storm Boy (1976), Fingerbone Bill
- The Last Wave (1977), Chris Lee
- The Right Stuff (1983)
- Cocodril Dundee (Crocodile Dundee) (1986), Neville Bell
- Until the End of the World (1991)
- Serenades (2001)
- La generació robada (Rabbit-Proof Fence) (2002), Moodoo
- The Tracker (2002)
- The Proposition (2005)
- Ten Canoes (2006)
- Crocodile Dreaming (2007)
- Austràlia (2008), King George
- Amics per sempre (Storm Boy) (2019), Pare d'en Bill

## Premis i reconeixements
Gulpilil va ser designat amb l'Orde d'Austràlia el 1987 i amb la Medalla Centenària el 2001.
Al maig del 2014, Gulpilil va guanyar el Premi a la interpretació masculina del Festival de Cinema de Cannes per la seva actuació com a Rolf al film Charlie's Country.